# 70 de l'Àguila
70 de l'Àguila (70 Aquilae) és una estrella de la constel·lació de l'Àguila. És de magnitud aparent +4,91. Segons la nova reducció de les dades de paral·laxi d'Hipparcos (2,51 ± 0,33 mil·lisegons d'arc), és a 1300 anys llum del sistema solar.
Es tracta d'una gegant lluminosa de color ataronjat semblant a Tarazed (γ Aquilae). Presenta un tipus espectral K5II, té una temperatura efectiva de 3900 K i una lluminositat bolomètrica - que inclou la radiació emesa com a llum infraroig, 4072 vegades superior a la del Sol.
El seu diàmetre angular, un cop tingut en compte l'enfosquiment vers el limbe, és de 3,17 ± 0,04 mil·lisegons d'arc;
aquesta xifra, unida a la distància a què es troba - paràmetre que conté un alt grau d'error-, permet concloure que el seu diàmetre real és unes 135 vegades més gran que el del Sol
La seva velocitat de rotació és d'almenys 1,9 km/s.
70 Aquilae mostra una metal·licitat inferior a la solar ([Fe/H] = -0,2).
La seva massa estimada és de 6,2 ± 0,6 masses solars i té una edat aproximada de 63 ± 18 milions d'anys.

## Observació
L'estrella es troba a l'hemisferi austral, però molt propera a l'equador celeste, la qual cosa comporta que es pugui observar en totes les regions de la Terra sense dificultat exceptuant-ne els cercle polar àrtic. A l'hemisferi sud apareix circumpolar només en les àrees més internes de l'Antàrtida. La seva magnitud de 4,9 fa que es pugui observar en cels prou foscos.
El millor moment per a la seva observació és al cel del vespre entre el final de juny i novembre, el període de visibilitat és similar als dos hemisferis, gràcies al fet que l'estrella es troba prop de l'equador celeste.